# Andrej Žakelj
Andrej Žakelj (Postumia, 17 novembre 1978) è un allenatore di pallacanestro ed ex cestista sloveno.

## Palmarès

### Allenatore
- Coppa di Slovenia: 1

Primorska: 2020
- Supercoppa ABA Liga: 1

Studentski Centar: 2023

#### Individuale
- ABA Liga Coach of the Year: 1

Budućnost: 2024-25